# 장태산
장태산(長泰山)은 대전광역시 서구 장안동에 있는 해발 374m의 산이다.

## 같이 보기
- 장태산 자연휴양림